# Gaetano Gallino
Gaetano Gallino (Génova, 11 de febrero de 1804 - Génova., 10 de octubre de 1884) fue un pintor italiano destacado por su faceta como retratista.

## Biografía
Formado en la Academia de Génova y radicado en Uruguay, tuvo un destacado período de actuación artística desde 1833 hasta 1848. En los quince años en que vivió en Montevideo realizó muchos retratos, documentando a la clase dirigente y de alto rango social de la joven república.
La temprana presencia de artistas como Gallino en Uruguay aportó a la construcción de la imagen uruguaya en pintura, cuyos orígenes y aprendizaje se hallan en la Academia Italiana. Como casi todos los retratistas de su tiempo, fue un pintor respetuoso del concepto del «vero».
Hizo retratos al óleo de muchas figuras históricas, como José Rondeau, Giuseppe Garibaldi y su esposa Anita, entre otras.